# Volta ao Alentejo 2002
La Volta ao Alentejo 2002, ventesima edizione della corsa, si svolse dal 3 al 7 luglio su un percorso di 744 km ripartiti in 5 tappe, con partenza a Beja e arrivo a Évora. Fu vinta dal portoghese Joaquim Andrade della Cantanhede-Marques de Marialva davanti allo spagnolo David Bernabéu e al russo Vladimir Karpets.

## Tappe
| Tappa  | Data     | Percorso                            | km    | Vincitore di tappa   | Leader cl. generale  |
| ------ | -------- | ----------------------------------- | ----- | -------------------- | -------------------- |
| 1ª     | 3 luglio | Beja > Beja                         | 207,4 | Ruben Galvan Manchon | Ruben Galvan Manchon |
| 2ª     | 4 luglio | Moura > Viana Do Alentejo           | 177,1 | Ángel Edo            | Ángel Edo            |
| 3ª     | 5 luglio | Montemor > Portalegre               | 183,1 | Fabian Jeker         | Fabian Jeker         |
| 4ª     | 6 luglio | Monforte > Mora                     | 141   | Ángel Edo            | Fabian Jeker         |
| 5ª     | 7 luglio | Redondo > Évora (cron. individuale) | 35,2  | Benjamin Day         | Joaquim Andrade      |
| Totale | Totale   | Totale                              | 744   |                      |                      |

## Dettagli delle tappe

### 1ª tappa
- 3 luglio: Beja > Beja – 207,4 km

| Pos. | Corridore              | Squadra      | Tempo    |
| ---- | ---------------------- | ------------ | -------- |
| 1    | Ruben Galvan Manchon   | ASC          | 5h19'51" |
| 2    | Martin Garrido Mayorga | Relax        | s.t.     |
| 3    | Renato Silva           | Milaneza-MSS | s.t.     |

| Pos. | Corridore              | Squadra          | Tempo    |
| ---- | ---------------------- | ---------------- | -------- |
| 1    | Ruben Galvan Manchon   | ASC              | 5h19'41" |
| 2    | Martin Garrido Mayorga | Relax            | a 4"     |
| 3    | Pedro Martins          | Porta da Ravessa | s.t.     |

### 2ª tappa
- 4 luglio: Moura > Viana Do Alentejo – 177,1 km

| Pos. | Corridore                   | Squadra       | Tempo    |
| ---- | --------------------------- | ------------- | -------- |
| 1    | Ángel Edo                   | Milaneza-MSS  | 5h02'38" |
| 2    | Nuno Marta Duarte           | Barbot-Torrie | s.t.     |
| 3    | Pedro Miguel Miranda Soeiro | Carvalhelhos  | s.t.     |

| Pos. | Corridore            | Squadra          | Tempo     |
| ---- | -------------------- | ---------------- | --------- |
| 1    | Ángel Edo            | Milaneza-MSS     | 10h22'19" |
| 2    | Ruben Galvan Manchon | ASC              | s.t.      |
| 3    | Ricardo Silva Costa  | Porta da Ravessa | a 3"      |

### 3ª tappa
- 5 luglio: Montemor > Portalegre – 183,1 km

| Pos. | Corridore           | Squadra      | Tempo    |
| ---- | ------------------- | ------------ | -------- |
| 1    | Fabian Jeker        | Milaneza-MSS | 4h49'36" |
| 2    | David Bernabéu      | Carvalhelhos | a 2"     |
| 3    | Pedro Arreitunandia | Carvalhelhos | a 8"     |

| Pos. | Corridore           | Squadra      | Tempo     |
| ---- | ------------------- | ------------ | --------- |
| 1    | Fabian Jeker        | Milaneza-MSS | 15h11'55" |
| 2    | David Bernabéu      | Carvalhelhos | a 6"      |
| 3    | Pedro Arreitunandia | Carvalhelhos | a 14"     |

### 4ª tappa
- 6 luglio: Monforte > Mora – 141 km

| Pos. | Corridore     | Squadra          | Tempo    |
| ---- | ------------- | ---------------- | -------- |
| 1    | Ángel Edo     | Milaneza-MSS     | 3h16'57" |
| 2    | Hugo Sabido   | Porta da Ravessa | s.t.     |
| 3    | Alexey Markov | Itera            | s.t.     |

| Pos. | Corridore           | Squadra      | Tempo     |
| ---- | ------------------- | ------------ | --------- |
| 1    | Fabian Jeker        | Milaneza-MSS | 18h28'52" |
| 2    | David Bernabéu      | Carvalhelhos | a 6"      |
| 3    | Pedro Arreitunandia | Carvalhelhos | a 14"     |

### 5ª tappa
- 7 luglio: Redondo > Évora (cron. individuale) – 35,2 km

| Pos. | Corridore              | Squadra  | Tempo  |
| ---- | ---------------------- | -------- | ------ |
| 1    | Benjamin Day           | Matesica | 46'51" |
| 2    | Martin Garrido Mayorga | Relax    | a 4"   |
| 3    | Vladimir Karpets       | Itera    | a 19"  |

| Pos. | Corridore        | Squadra      | Tempo     |
| ---- | ---------------- | ------------ | --------- |
| 1    | Joaquim Andrade  | Cantanhede   | 19h16'40" |
| 2    | David Bernabéu   | Carvalhelhos | a 10"     |
| 3    | Vladimir Karpets | Itera        | a 12"     |

## Classifiche finali

### Classifica generale
| Pos. | Corridore                      | Squadra                        | Tempo     |
| ---- | ------------------------------ | ------------------------------ | --------- |
| 1    | Joaquim Andrade                | Cantanhede-Marques de Marialva | 19h16'40" |
| 2    | David Bernabéu                 | Carvalhelhos-Boavista          | a 10"     |
| 3    | Vladimir Karpets               | Itera                          | a 12"     |
| 4    | Fabian Jeker                   | Milaneza-MSS                   | a 21"     |
| 5    | Andrei Zintchenko              | L.A-Pecol                      | a 51"     |
| 6    | Claus Michael Møller           | Milaneza-MSS                   | a 59"     |
| 7    | Joaquim Alberto Campos Sampaio | Carvalhelhos-Boavista          | a 1'24"   |
| 8    | Pablo Fernandez Perez          | Relax-Fuenlabrada              | a 1'52"   |
| 9    | Martin Garrido Mayorga         | Relax-Fuenlabrada              | a 1'54"   |
| 10   | Pedro Cardoso                  | Milaneza-MSS                   | a 2'29"   |